# 6105 Верроккйо
6105 Верроккйо (6105 Verrocchio) — астероїд головного поясу, відкритий 24 вересня 1960 року.
Тіссеранів параметр щодо Юпітера — 3,341.
Названо на честь Андреа дель Верроккйо (італ. Andrea del Verrocchio, справжнє ім'я — Андреа ді Мікеле Чоні, 1435 — 1488) — італійського скульптора та художника епохи Відродження, одного із вчителів Леонардо да Вінчі та Джованні Рустичі.